# Hibiscus palmatus
Hibiscus palmatus är en malvaväxtart som beskrevs av Forsk.. Hibiscus palmatus ingår i Hibiskussläktet som ingår i familjen malvaväxter. Inga underarter finns listade i Catalogue of Life.